# John Webb
John Webb (Smithfield, 1611 – Butleigh, 24 ottobre 1672) è stato un architetto, scrittore e sinologo britannico.

## Biografia
Educato alla Merchant Taylors' School (1625-1628), divenne assistente personale di Inigo Jones dal 1628, quando sposò sua nipote, Anne. Con Jones collaborò alla realizzazione della Banqueting House di Whitehall e della Wilton House, nei pressi di Salisbury.
All'inizio della Guerra civile inglese, Jones andò a Oxford per visitare il Re, ma fu catturato nel palazzo di Basing House in seguito all'assedio condotto da Oliver Cromwell nell'ottobre 1645. Webb invece decise di rimanere a Londra in qualità di vice-istruttore (ruolo assegnatogli da Jones stesso) e servì come spia per Carlo I d'Inghilterra. Alla morte del suo collega Jones (1652), il quarantenne Webb ereditò una grande fortuna e una biblioteca piena di schizzi e progetti, molti dei quali risalivano a un periodo anteriore ai viaggi di Jones in Italia, che ne influenzarono l'opera. Infatti, due anni più tardi (1654), Webb progettò il primo portico neoclassico in una villa inglese, The Vyne, nell'Hampshire. In stile corinzio, questo portico risulta essere uno dei primi esempi di Palladianesimo, un cinquantennio prima della nascita di Richard Boyle di Burlington.
Dopo la Restaurazione, Webb tentò di ottenere il posto di Surveyor of Works che, un tempo, era del suo maestro Inigo Jones, ricevendo la possibilità di lavorare come assistente di Sir John Denham. Proprio a seguito del conferimento di tale posizione, Carlo II d'Inghilterra commissionò a Webb la ricostruzione dello storico Palace of Placentia, andato in rovina durante la Guerra civile, con un nuovo edificio, il Greenwich Palace, che doveva attenersi al più moderno stile barocco. Il progetto di Webb era influenzato dalla poco distante Queen's House di Inigo Jones, che Webb stesso ampliò nel 1662.
Tuttavia, il Greenwich Palace, ultimato tra 1664 e 1669, non fu mai occupato dalla famiglia reale. Infatti, nonostante Webb godesse del diritto di reversibilità dell'incarico, alla morte di Denham (avvenuta proprio nel 1669), il posto di Surveyor of Works fu conferito a Christopher Wren, che, tra l'altro, incorporò il palazzo che Webb aveva costruito per il sovrano nel Greenwich Hospital (si tratta dell'attuale King Charles Block), di sua progettazione.
Fra il 1654 e il 1668, Webb progettò la ricostruzione del Belvoir Castle, nel Leicestershire. Inoltre ideò delle ristrutturazioni della Northumberland House e progettò la Gunnersbury House in Ealing. Negli ultimi anni, è stato ritrovato un progetto inedito di Webb nella biblioteca del Worcester College dell'Università di Oxford, sulla base del quale è stata costruita la Sam Wanamaker Playhouse a Londra, aperta nel 2014.
Morì il 24 ottobre 1672 a Butleigh, dove venne seppellito.

## Studi storici e sinologia
Oltre che importante architetto, Webb era anche uno studioso dilettante. Insieme a Inigo Jones e a Walter Charleton, egli scrisse un libro su Stonehenge (1655), cui seguì una monografia scritta solo di suo pugno e intitolata Vindication of Stone-henge Restored (1665).
È di Webb il primo trattato sulla lingua cinese scritto in una lingua europea, che uscì nel 1669 col titolo An historical essay endeavoring a probability that the language of the Empire of China is the primitive language. Invero, Webb non aveva mai studiato la lingua cinese né tantomeno visitò l'Estremo oriente, ma basò le sue argomentazioni principalmente sui saggi odiporetici dei missionari gesuiti. Nell'epistola dedicatoria del suo volume, egli afferma: 
"Moltissimi scrittori, praticamente in ogni età dalla nascita di Cristo in avanti, hanno trattato, in una maniera o in un'altra, del problema (scil. della lingua primitiva). Alcuni pensavano che fosse il Teutonico, altri il Samaritano, altri ancora il Fenicio. Alcuni uomini di chiesa hanno supplicato che fosse l'Ebraico o il Caldeo. Io non so se avrò successo, ma la mia intenzione è di disputare non quale non possa essere stata la Prima lingua secondo un principio di possibilità, bensì quale, secondo un principio di probabilità, è consentito pensare che lo sia stata".
Webb si poneva il fine di risolvere la questione dell'identificazione della cosiddetta Lingua humana, ovvero la lingua parlata da Adamo ed Eva e poi da loro trasmessa agli uomini dopo la cacciata dall'Eden e parlata fino alla costruzione della Torre di Babele.

## Galleria d'immagini

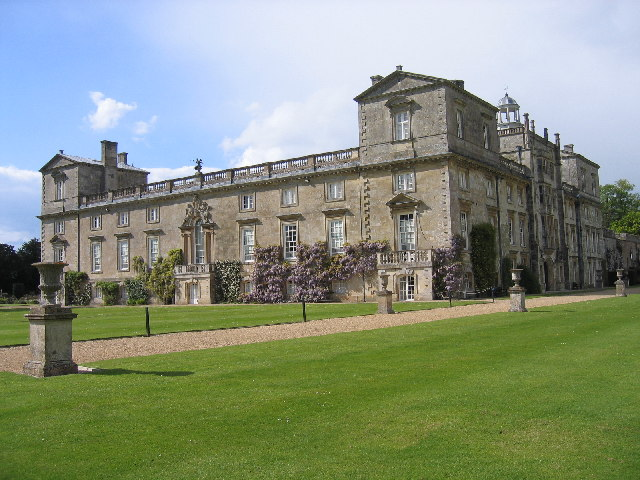
Wilton House
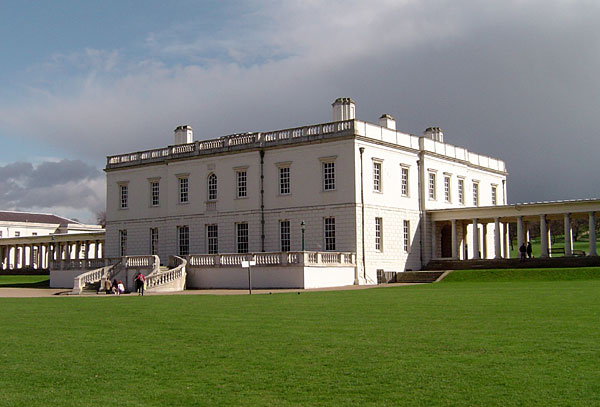
Queens house di greenwich
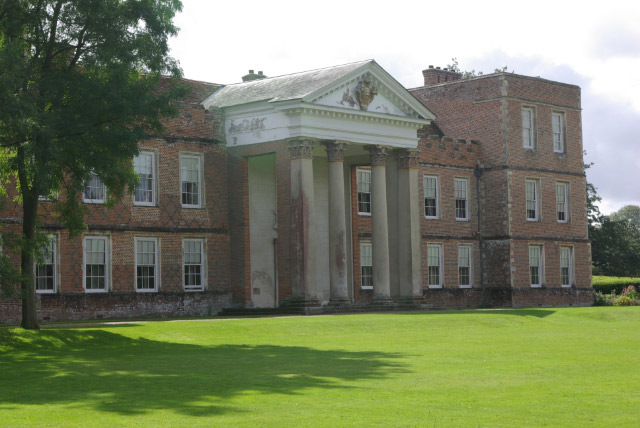
The Vyne